# Jardim de Lou Lim Ioc
O Jardim de Lou Lim Ioc ou Lou Lim Ieoc (em chinês:  盧廉若公園) é um jardim histórico de estilo chinês localizado em Macau, na República Popular da China.

## História
A construção do jardim iniciou-se por volta do século XIX a pedido do comerciante chinês Lou Cheok Chin, que contratou os artistas de Cantão, Lau Kat Lok e Lei Tai Chun, para realizar o projeto no estilo de Sucheu.
Em 1973, o governo de Macau comprou o Jardim de Lou Lim Ioc e realizou a restauração, tendo inaugurado a 28 de setembro de 1974.
Em 1992 foi nomeado uma das oito paisagens de Macau.

## Galeria

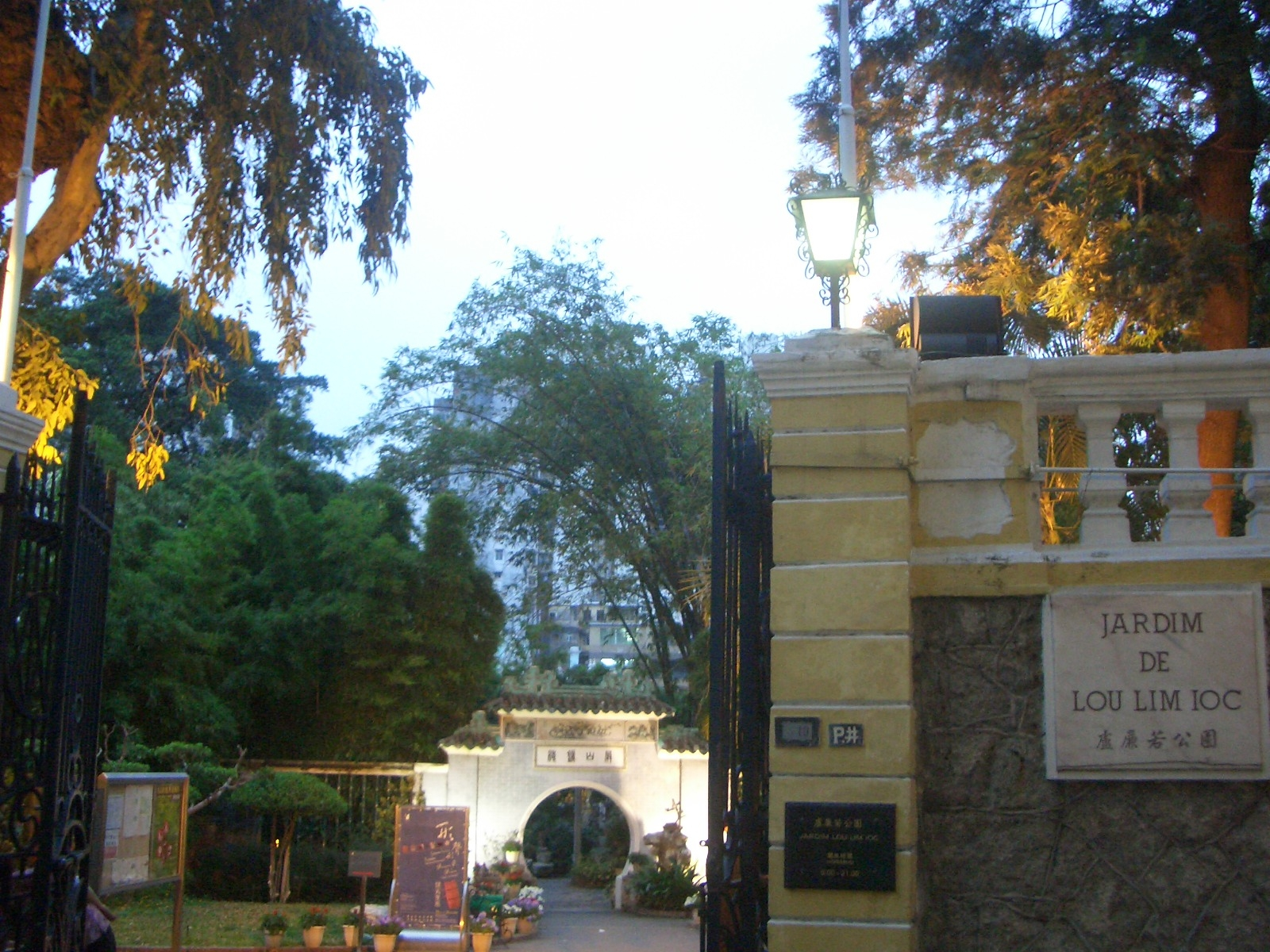
Entrada principal.
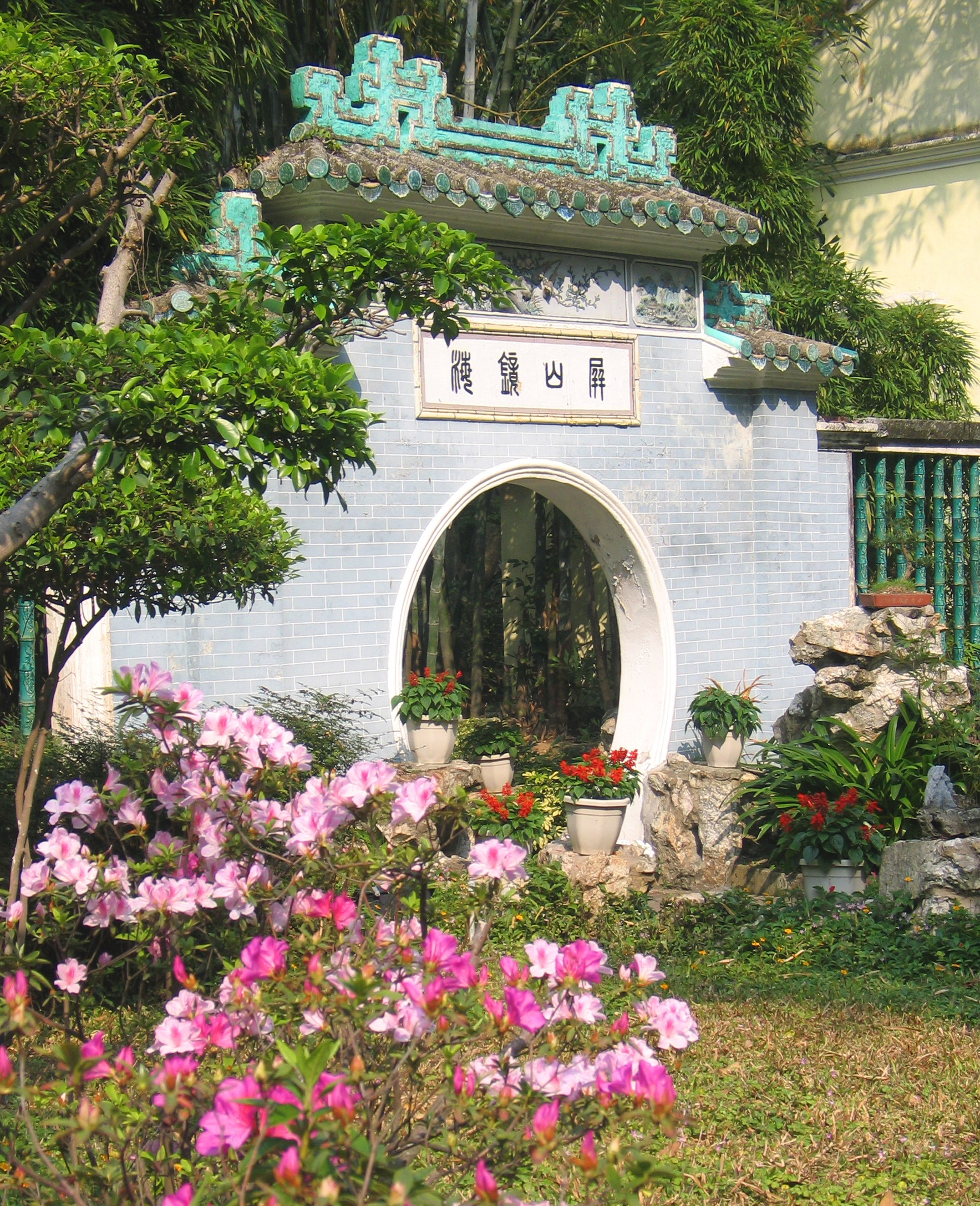
Entrada do jardim interno.
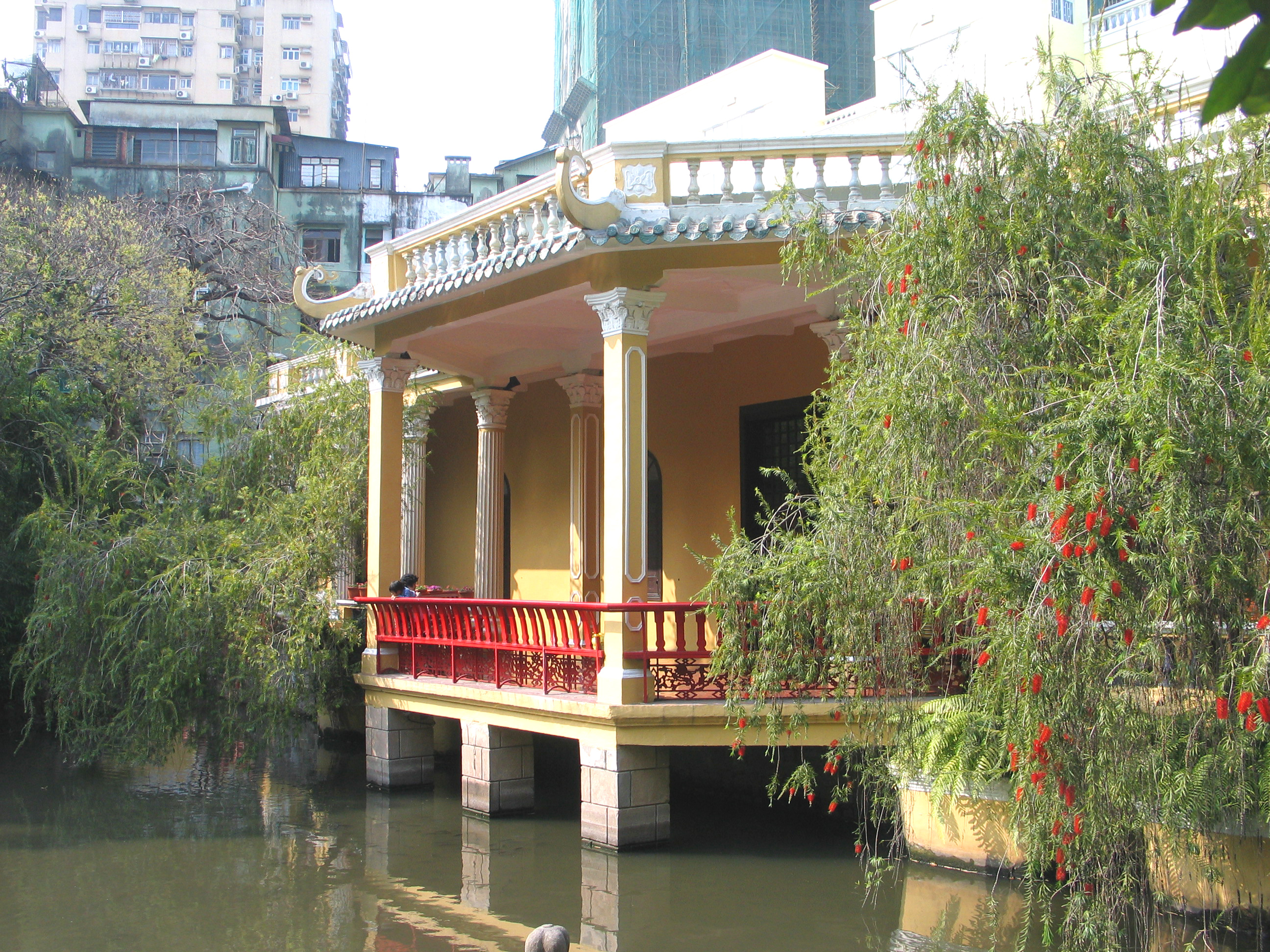
Pavilhão Chun Chou Tong.
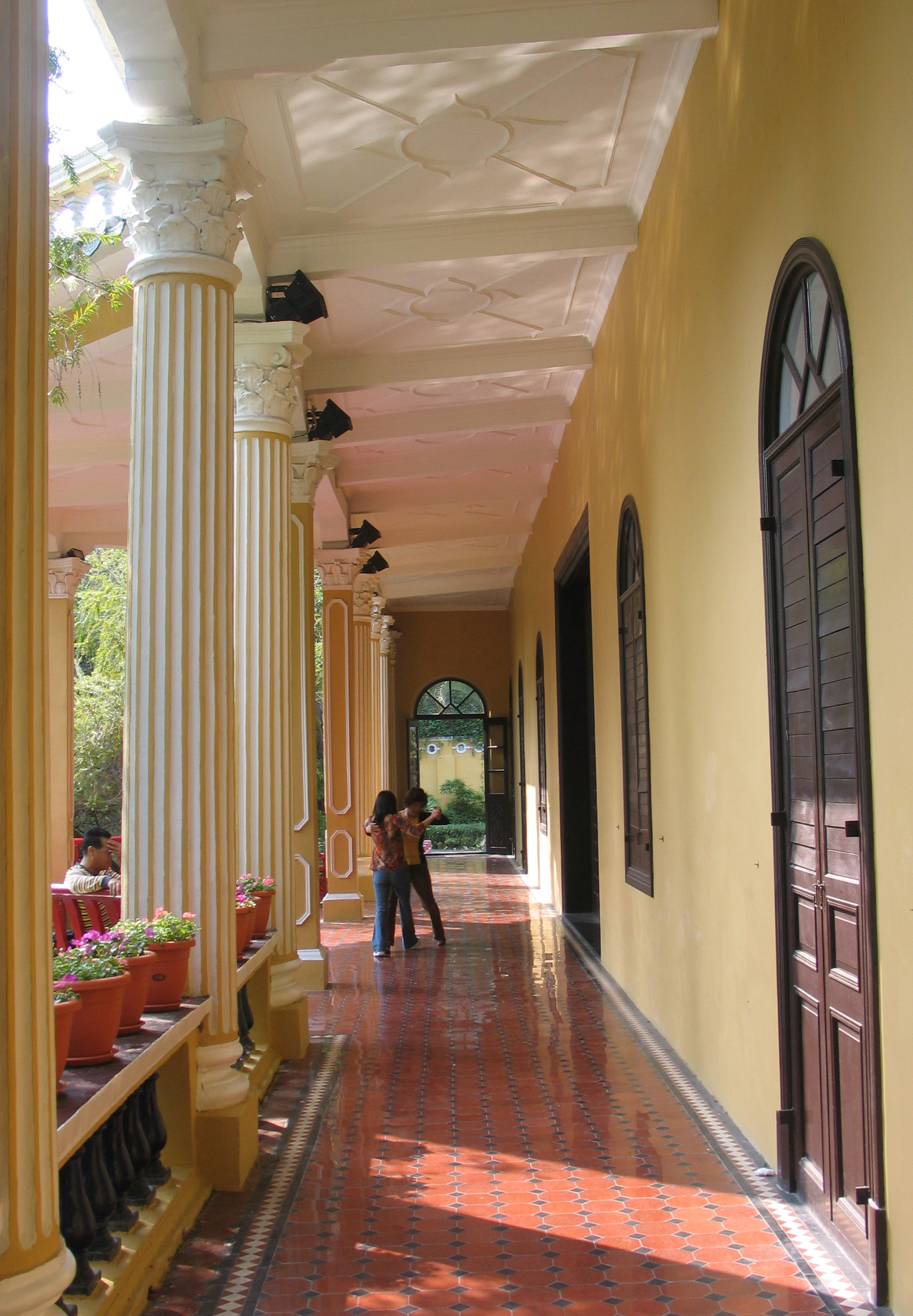
Corredor.
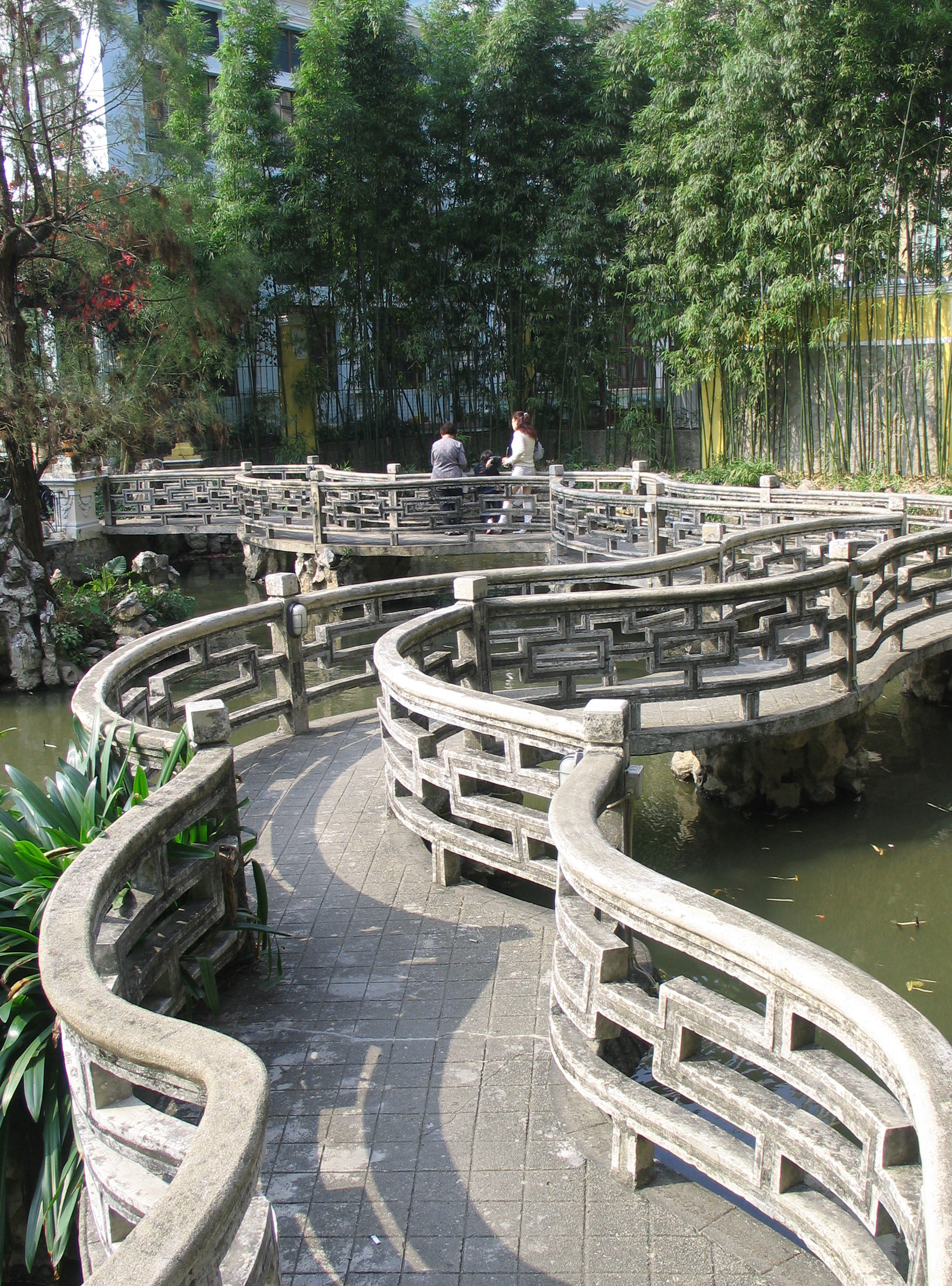
Ponte das Nove Curvas.